# Éric Caritoux
Éric Caritoux (ur. 16 sierpnia 1960 w Carpentras) – francuski kolarz szosowy startujący wśród zawodowców w latach 1983–1994. Zwycięzca Vuelta a España (1984).

## Najważniejsze zwycięstwa
- 1984 – etap i klasyfikacja generalna Vuelta a España
- 1988 – mistrzostwo Francji ze startu wspólnego
- 1989 – mistrzostwo Francji ze startu wspólnego